# Gene Pitney Sings Just for You
| Recensione | Giudizio |
| ---------- | -------- |
| AllMusic   | [ 1 ]    |

Gene Pitney Sings Just for You è il terzo album discografico di Gene Pitney, pubblicato dall'etichetta discografica Musicor Records nel marzo (o) aprile del 1963.

## Tracce
Lato A
1. Teardrop by Teardrop – 2:18 (Bob Halley)
2. Mecca – 2:18 (Neval Nader, John Gluck Junior)
3. Cornflower Blue – 2:46 (Mack David, Sherman Edwards)
4. Not Responsible – 2:28 (Ben Raleigh, Mark Barkan)
5. The Angels Got Together – 2:42 (Aaron Schroeder)
6. Don't Let the Neighbors Know – 2:15 (Neval Nader, John Gluck Junior)

Lato B
1. The Ship True Love Goodbye – 2:20 (Neval Nader, John Gluck Junior)
2. House Without Windows – 2:23 (Frederick Tobias, Lee Pockriss)
3. Aladdin's Lamp – 2:25 (Gene Pitney)
4. Time and the River – 2:28 (Aaron Schroeder, Wally Gold)
5. Peanuts, Popcorn and Crackerjacks – 2:30 (Ben Raleigh, Artie Wayne)
6. Tell the Moon to Go to Sleep – 2:20 (Gloria Shayne, Alan Schackner)

## Musicisti
- Gene Pitney - voce
- Alan Lorber - arrangiamenti, conduttore musicale (brani: Teardrop by Teardrop / Don't Let the Neighbors Know / Tell the Moon to Go to Sleep)
- Jerry Ragovoy - arrangiamenti, conduttore musicale (brani: Mecca / Not Responsible / The Ship True Love Goodbye)
- Ray Ellis - arrangiamenti, conduttore musicale (brani: Cornflower Blue / The Angels Got Together / Peanuts, Popcorn and Crackerjacks)
- Claus Ogerman - arrangiamenti, conduttore musicale (brani: House Without Windows / Aladdin's Lamp / Time and the River)
- Altri musicisti non accreditati[4]